# ブルー・マックス (映画)
『ブルー・マックス』（原題：The Blue Max）は、1966年制作のイギリス・アイルランドの合作映画。ジョン・ギラーミン監督。
第一次世界大戦中のドイツ空軍のパイロットの活躍を描いた戦争映画。
ブルー・マックスとは、プロイセン王国の勲章である「プール・ル・メリット勲章」の英語での俗称である。
飛行機はミニチュア撮影ではなく再現機を用い、スタント飛行は『素晴らしきヒコーキ野郎』や『チキ・チキ・バン・バン』などを担当したデレック・ピゴットが行った。

## あらすじ
第一次世界大戦末期の1918年、庶民出身で元歩兵のドイツ軍のパイロット・ブルーノ・スタッヘル中尉は、軍人としての最高の栄誉ブルー・マックス勲章を狙って、戦闘機部隊に配属された。
貴族出身の同僚達に対抗意識を燃やすスタッヘルは、初出撃でリーダー機を失いつつも、英軍の戦闘機を撃墜するが、撃墜は確認されず、オートバイを借りて夜中に墜落地点を探し回って顰蹙を買ってしまう。そして次の出撃でスタッヘルは、敵の偵察機を味方の基地に強制着陸させようとしたが、ひょんなことから、衆人環視でその偵察機を撃墜。結果として、撃墜の証拠のために人前で撃墜した形になり、隊長のハイデマン大尉はスタッヘルを冷酷だと非難するが、歩兵として戦場の冷酷さを認識しているスタッヘルとの対立が深まる。
しかし、ドイツ国内の厭戦気分に対して庶民出身の英雄を欲していたクルーガーマン伯爵の目論みで、スタッヘルは“撃墜王”としてドイツ国民の英雄に祭り上げられ、負傷しながらも「レッドバロン」ことリヒトホーフェン伯爵の窮地を救うなど、戦果をあげてゆくとともに、ハイデマンへの反発心からリヒトホーフェンの誘いを断り、クルーガーマン伯爵夫人のカエティと不倫するなど、増長していった。
そんな中、ライバルのウィリーが大戦果をあげた後に墜落死してしまう。そして、自分に何の確認もせずにウィリーの戦果だと認めるハイデマン隊長の態度に反発したスタッヘルは、自分の戦果であると主張し、認めさせてしまう。しかし良心の呵責からか、カエティと密会した際にその事を吐露してしまう。ウィリー亡き後ではスタッヘルに頼らざるを得ないハイデマンは、苦い思いで彼の行為を大目に見ていたが、命令を無視して空中戦を始めて初心者たちを犠牲にし、それでいてブルーマックスの基準に達したと嘯くスタッヘルに呆れ、辞任してしまう。
スタッヘルはいよいよ念願のブルー・マックス最高勲章を授与されることになる。だがその直前、カエティに敗色濃厚なドイツからスイスへの逃亡を誘われる。しかしスタッヘルは「逃げ出す人間は嫌いだ」と反発し、カエティを侮辱した。激怒したカエティは、夫であるクルーガーマン伯爵に、スタッヘルが撃墜数の横取りを行ったことを密告する。
このままではスタッヘルは軍法会議にかけられ、祖国の英雄という幻想は打ち砕かれてしまう。ちょうど折よく、新型戦闘機試験飛行から帰ってきたハイデマン大尉が強度不足を指摘したので、そこでクルーガーマン伯爵はスタッヘルへ、この新型単葉機の試験飛行を命令する。そして何も知らずに意気揚々と新型機に乗り込んだスタッヘルは、墜落して爆死。伯爵はスタッヘルの書類に死亡の判子を押し、カエティへなぜ密告したのかを問う。カエティは「平民のくせに私を侮辱したから」と吐露し、泣き崩れるのだった……。

## キャスト
| 役名                             | 俳優                             | 日本語吹替                          | 日本語吹替                                     | 日本語吹替                                 |
| 役名                             | 俳優                             | フジテレビ旧版                      | フジテレビ新版                                 | LD版                                       |
| -------------------------------- | -------------------------------- | ----------------------------------- | ---------------------------------------------- | ------------------------------------------ |
| ブルーノ・スタッヘル中尉         | ジョージ・ペパード               | 田中信夫                            | 田中信夫                                       | 井上孝雄                                   |
| カエティ伯爵夫人                 | ウルスラ・アンドレス             | 二階堂有希子                        | 二階堂有希子                                   | 沢田敏子                                   |
| クルーガーマン伯爵               | ジェームズ・メイソン             | 久松保夫                            | 久松保夫                                       | 久松保夫                                   |
| ウィリー・フォン・クルーガーマン | ジェレミー・ケンプ               | 羽佐間道夫                          | 羽佐間道夫                                     | 家弓家正                                   |
| ハイデマン隊長                   | カール・ミヒャエル・フォーグラー |                                     | 納谷悟朗                                       | 阪脩                                       |
| ホルバッハ                       | アントン・ディフリング           |                                     | 大塚周夫                                       | 仁内建之                                   |
| ファビアン                       | デレン・ネスビット               |                                     | 中田浩二                                       |                                            |
| リヒトホーフェン男爵             | カール・シェル                   | 中田浩二                            | 中田浩二                                       |                                            |
| 不明 その他                      | N/A                              |                                     | 北村弘一 緑川稔 たてかべ和也 清川元夢 石森達幸 | 今西正男 納谷六朗 千葉順二 筈見純 榊原良子 |
| 日本語スタッフ                   |                                  |                                     |                                                |                                            |
| 演出                             | 演出                             |                                     | 春日正伸                                       |                                            |
| 翻訳                             | 翻訳                             |                                     | 山田実                                         | 飯嶋永昭                                   |
| 効果                             | 効果                             |                                     | PAG                                            |                                            |
| 調整                             | 調整                             |                                     | 山田太平                                       |                                            |
| 制作                             | 制作                             |                                     | 東北新社                                       | 東北新社                                   |
| 解説                             | 解説                             |                                     | 高島忠夫                                       |                                            |
| 初回放送                         | 初回放送                         | 1971年4月9日 『ゴールデン洋画劇場』 | 1975年1月17日・24日 『ゴールデン洋画劇場』     |                                            |

※日本語吹替はフジテレビ新版がBDに正味約126分収録。